# Concorso di persone nel reato (ordinamento italiano)
Il concorso di persone nel reato - nel diritto penale italiano - si riferisce alla ipotesi in cui la commissione di un reato sia addebitabile a più soggetti.

## Le fattispecie
La nozione si ricava dall'art. 110 del codice penale italiano, ai sensi del quale:
Il legislatore italiano del 1930 decise quindi di racchiudere all'interno di un singola fattispecie di reato tutte le molteplici ipotesi di concorso di persone nel reato, lasciando poi all'interprete il non facile compito di disciplinare i singoli casi di concorso (materiale, morale) e le tipologie di concorrenti (complice, istigatore...). Risulta dunque palese come il concorso sia uno degli aspetti penalisti che più degli altri hanno fatto discutere, proprio per la sua natura evidentemente soggetta a più interpretazioni.

### Concorso nel reato diverso da quello voluto
L'art. 116, codice penale, stabilisce che:
L'articolo sopra riportato costituisce un'ipotesi particolare di aberratio delicti, con la significativa differenza che, nel caso in esame, l'aberratio non è frutto di un errore nell'uso dei mezzi di esecuzione del reato (o di un'altra causa). Bisogna precisare che l'ipotesi di aberratio delicti è però da tener attentamente diversificata dall'ipotesi di cui all'art.116 poiché mentre nell'aberratio delicti si tratta di errore dove l'autore dell'evento diverso cade in colpa, nel caso di concorso anomalo si tratta di un soggetto che volontariamente vuole l'evento diverso (rapinatore che volontariamente, con dolo, stupra l'impiegata).
Così configurata, la fattispecie dell'art. 116 sembrerebbe prevedere un'ipotesi di responsabilità oggettiva. La Corte costituzionale ha però precisato che "il reato diverso più grave commesso dal concorrente" deve potere "rappresentarsi alla psiche dell'agente, nell'ordinario svolgersi e concatenarsi dei fatti umani, come uno sviluppo logicamente prevedibile di quello voluto" (Corte cost., 13 maggio 1965, n. 42). La giurisprudenza ha ulteriormente specificato tale elemento di prevedibilità, richiedendo, a seconda degli indirizzi, talora una prevedibilità in astratto (il reato non voluto dovrebbe, cioè, appartenere al tipo astratto di quelli che potrebbero svilupparsi dal reato voluto: per esempio, furto e rapina), talaltra una prevedibilità in concreto (facendo cioè riferimento alle modalità concrete della vicenda criminosa).
Un esempio potrà essere utile alla comprensione: Se Tizio, Caio e Sempronio si mettono d'accordo per effettuare una rapina alla gioielleria X e Sempronio è colui che rimane all'esterno con l'auto in moto per portare poi i ladri lontano, se ipotizziamo che Tizio e Caio durante la rapina commettano un omicidio, Sempronio sarà responsabile ex art 110 e art 116 di omicidio? Dipende. Se la rapina è stata fatta con armi allora Sempronio doveva immaginarsi un evento pericoloso, se la rapina non è stata fatta con armi allora il nesso psichico va escluso quindi anche la collegabilità con l'omicidio. La giurisprudenza degli ultimi anni è però molto attenta nel diversificare la rilevanza penale del concorrente a seconda se l'evento diverso era prevedibile in astratto o in concreto. Se Sempronio poteva solo immaginarsi astrattamente un'eventuale azione delittuosa diversa allora la sua responsabilità sarà esclusa ma se invece nei piani era previsto come possibile l'evento delittuoso diverso allora Sempronio sarà da ritenere responsabile.

### Concorso nel reato e circostanze
Il legislatore ha previsto specifiche circostanze aggravanti e attenuanti in relazione al concorso di persone nel reato.
L'art. 112, codice penale, disciplina le circostanze aggravanti, che possono riassumersi come segue:
1. il numero delle persone che sono concorse nel reato sono cinque o più;
2. l'aver promosso, organizzato o diretto la partecipazione al reato;
3. l'aver determinato a commettere il reato persone soggette alla propria autorità, direzione o vigilanza, nell'esercizio delle stesse;
4. l'aver determinato a commettere il reato un minore di anni diciotto (o una persona in stato di infermità o di deficienza psichica) ovvero essersi avvalso degli stessi nella commissione di un delitto per il quale è previsto l'arresto in flagranza.

Tali circostanze vanno applicate obbligatoriamente.
Diversamente, l'applicazione delle circostanze attenuanti è facoltativa. Esse sono due, disciplinate dall'art. 114 del codice penale:
1. l'aver prestato un'opera che ha avuto minima importanza nella preparazione o nell'esecuzione del reato;
2. l'essere stato determinato a concorrere o cooperare nel reato[non chiaro] (quando concorrono le condizioni stabilite nei numeri 3 e 4 del primo comma e nel terzo comma dell'art. 112).

Secondo alcuni autori - fra cui l'Antonioli - il contributo deve essere considerato di minima importanza (ai sensi dell'art. 114, primo comma) se può essere facilmente sostituito con l'azione di altre persone. Concordemente, la giurisprudenza ha riconosciuto tale circostanza attenuante a talune condotte di scarsa (o nulla) efficacia causale.

## Analisi

### Elementi della fattispecie
Dall'integrazione tra l'art. 110 C.P. e le singole norme incriminatrici di parte speciale nasce la figura del reato concorsuale costituita dai seguenti elementi costitutivi:
- Pluralità di agenti: è necessario cioè che vi sia la partecipazione di due o più persone, non importa se alcune di esse siano non imputabili. L'art.111 stabilisce a tal proposito che gli aggravanti di pena si applicano anche se taluno dei partecipanti al fatto non è punibile o imputabile. Nel caso di reati necessariamente plurisoggettivi (ad esempio rissa) al numero di persone richieste dalla legge per la commissione del reato se ne dovrà aggiungere una ulteriore.
- La realizzazione di un fatto corrispondente a una fattispecie di reato: in ossequio al principio di materialità e offensività che ispirano il codice penale italiano l'art. 115 stabilisce che qualora due o più persone si accordino allo scopo di commettere un reato, e questo non sia commesso, nessuna di esse è punibile per il solo fatto dell'accordo. Il mero accordo può comportare al più l'applicazione di una misura di sicurezza. L'ordinamento italiano ha quindi aderito all'idea di accessorietà (vedi Approfondimenti), risalente in Italia già a Carrara. Il comportamento atipico rileva se e in quanto accede al fatto tipico principale. In particolare, perché si configuri il concorso di persone, è sufficiente che il fatto atipico acceda ad un fatto tipico, senza la necessaria presenza anche degli altri elementi del reato: l'antigiuridicità, la colpevolezza o la punibilità.
- Contributo di ciascun compartecipe alla realizzazione del fatto: ciascun concorrente affinché sia assoggettato alla pena prevista per il reato concorsuale deve aver apportato un contributo causale alla realizzazione materiale del fatto. Contributo che non può limitarsi all'adesione psicologica ma deve estrinsecarsi in una condotta materiale esteriore.[1]
- Il dolo o la colpa della partecipazione. L'elemento soggettivo, nel concorso di persone, non si limita alla coscienza e volontà del fatto criminoso, ma include anche il contributo causale recato dalla condotta atipica del partecipe. Ai fini dell'imputabilità, è anche ammissibile che uno dei soggetti non sia consapevole dell'adesione prestata da altri. È discussa in dottrina l'ammissibilità del concorso colposo in un reato doloso e, viceversa, del concorso doloso in un reato colposo.

### Differenze tra concorso e associazione per delinquere
Il concorso di persone nel reato va distinto rispetto al diverso istituto dell'associazione per delinquere. Invero, mentre l'associazione per delinquere presuppone, per la sua esistenza, un vincolo stabile di coesione tra più soggetti e un programma criminoso riferito a un insieme di reati, il concorso di persone, invece, determina un vincolo di natura occasionale tra soggetti circoscritto alla realizzazione di uno o più reati determinati, al compimento del quale o dei quali il vincolo cessa.
Quale elemento differenziatore, in giurisprudenza, si è quindi fatta strada la tesi che valorizza l'elemento dell'organizzazione; il che non impedisce, tuttavia, che l'articolo 110 sul concorso di persone si possa combinare con il reato associativo, dando luogo al concorso esterno.

## Approfondimenti teorici
Numerose sono le teorie che sono state proposte per giustificare, a livello teorico, l'esistenza del concorso criminoso. In generale, la soluzione del legislatore si espone a più di una critica, se si pensa che, in base ad essa, soggiace alla medesima pena sia il complice (anche se il suo contributo è minimo) che l'esecutore materiale del reato. Tuttavia le considerazioni teoriche collegate al concorso di persone nel reato non si fermano a certi aspetti. Anche se il codice penale italiano accoglie la tipizzazione, cosiddetta causale, del concorso di reato (cioè punisce qualsiasi contributo causale al fatto tipico, senza distinguere fra istigatore, complice, esecutore, etc.), rimane aperto il problema di quale tipo di causalità utilizzare.
- La teoria dell'accessorietà afferma che la condotta del partecipe non ha, di per sé, rilevanza penale. Essa diventerebbe punibile solo nel momento in cui accede ad una condotta criminosa principale. Da ciò consegue, a livello pratico, che se la condotta criminosa principale non si realizza o non è punibile (per esempio perché l'autore è inimputabile), anche la condotta accessoria non potrà essere punita. Secondo un'interpretazione meno rigida (cosiddetta teoria dell'accessorietà limitata), è sufficiente che l'azione principale sia "obiettivamente antigiuridica": questo permetterebbe di punire anche il complice, per esempio, si limiti a fornire uno strumento necessario per il compimento di un reato, anche laddove l'esecutore non sia concretamente assoggettabile a pena.
- La teoria della fattispecie plurisoggettiva afferma invece che l'art. 110, codice penale, costituisce, in combinazione con le singole fattispecie di parte speciale, una nuova e diversa fattispecie di incriminazione (detta, appunto, fattispecie plurisoggettiva). Di conseguenza, le condotte di coloro che sono concorsi nel reato andrebbero valutate secondo la loro tipicità rispetto a tale nuova, specifica fattispecie (senza considerare un rapporto di accessorietà). Questa teoria, fra l'altro, risponde in modo più efficace ai problemi posti dai reati ad esecuzione frazionata: se, nell'esecuzione del reato di rapina, Tizio minaccia con la pistola e Caio sottrae il portafoglio, nessuno di loro realizza, in effetti, una condotta accessoria (che sia possibile accostare o riferire ad una principale).
- Secondo la teoria condizionalistica, l'azione del compartecipe deve costituire una "condicio sine qua non" del fatto concretamente punibile: eliminando, cioè, mentalmente l'azione del compartecipe, il fatto criminoso non potrebbe realizzarsi. Si tratta di una posizione teorica rigorosa e garantistica, che però presta il fianco a talune critiche: si pensi al caso discusso da Giovanni Fiandaca ed Enzo Musco nel loro manuale di diritto penale (parte generale), dove l'autore del reato riesce ad eseguire più velocemente lo scasso grazie all'intervento decisivo del complice, che gli offre una chiave (al posto del trapano). In questo caso, la teoria in esame non riesce a giustificare la punibilità del complice.
- La teoria della causalità agevolatrice o di rinforzo risponde a questi problemi. In base ad essa, è invece punibile qualsiasi ausilio che possa agevolare o facilitare la realizzazione del fatto tipico.
- La teoria della prognosi o dell'aumento del rischio provoca una dilatazione ancora maggiore dell'area del concorso di persone: in base a tale teoria sarebbe punibile chiunque abbia compiuto un'azione idonea ex ante ad agevolare o facilitare la commissione del reato. La causalità vera e propria viene cioè sostituita con un più ampio e generale concetto di "attitudine causale", che permette di punire anche condotte che, in concreto, non hanno contribuito alla realizzazione del fatto tipico (ad esempio, chi offra allo scassinatore uno strumento o attrezzo, che non viene poi utilizzato). Secondo i sostenitori di questa teoria, tali condotte andrebbero punite in quanto accrescono, comunque, la possibilità di realizzazione del fatto criminoso.